# موسى كيمبل
موسى كيمبل (بالإنجليزية: Moses Kimball)‏ هو سياسي أمريكي، ولد في 24 أكتوبر 1809 في الولايات المتحدة، وتوفي في 21 فبراير 1895 في بوسطن في الولايات المتحدة. حزبياً، نشط في حزب اليمين والحزب الجمهوري. وقد انتخب عضو مجلس نواب ماساتشوستس.